# Kostel svatého Vojtěcha (Ústí nad Labem)
Kostel svatého Vojtěcha je římskokatolickou stavbou nacházející se v centru města Ústí nad Labem pod Mírovým náměstím, v současnosti ale převážně sloužící řeckokatolickým bohoslužbám. Je dominantou města a významným zástupcem barokní architektury na severu Čech. Dominikánský klášter s kostelem sv. Vojtěcha je chráněn jako kulturní památka České republiky.

## Historie
První písemná zmínka o kostele zasvěceném sv. Vojtěchu pochází z 23. dubna 1186, kdy zde kníže Bedřich provdal svou dceru za syna míšeňského markraběte Oty. Po husitských válkách se zde začalo přijímat podobojí. Po požáru z roku 1538 byl zničený kostel znovu obnoven a v roce 1555 opětovně zastřešen. V roce 1617 pozval katolický purkmistr Arnošt Schösser z Emblebenu do města řád dominikánů, čímž se sv. Vojtěch stal klášterním kostelem. Poslední bohoslužby sloužené v češtině se zde sloužily snad roku 1626. Jejich obnovení si vymohli na litoměřickém biskupství ústečtí Češi až roku 1881. V letech 1715 až 1730 prošel kostel rozsáhlou přestavbou v barokním stylu pod taktovkou italského architekta Octavia Broggia. V letech 1928 až 1930 prošel kostel kompletní obnovou. Nicméně klášter vedle kostela stále upadal a tak byla komunita dominikánů v roce 1935 zrušena a je v letech 1935–1945 vystřídali obláti. Po odchodu oblátů v roce 1945 se kláštera ujali opět dominikáni. V následujících letech 2. světové válce, zvláště po Akci K, pak opuštěný kostel sloužil dlouhá léta jako skladiště, kvůli čemuž došlo k devastaci nejen vnitřních prostor, ale zejména mobiliáře. Dalších oprav se dočkal až v roce 1970, kdy byl interiér zbaven výzdoby a došlo k instalaci krnovských varhan, které jako druhé největší v České republice navrhli profesoři Jiří Reinberger a K. Hron. Poslední opravy poté proběhly v 90. letech 20.
století, kdy byl kostel po vrácení řádu dominikánů upraven pro výstavní účely. Od roku 2017 slouží jako farní chrám řeckokatolické farnosti.

## Architektura
Původně románský kostel prošel rozsáhlou barokní přestavbou v letech 1715 až 1730. Architekt Octavio Broggio, při úpravě nerespektoval původní orientaci a jižně orientované kněžiště se zčásti ocitlo před hradební zdí a hlavní průčelí se obrátilo směrem k městu. Obdélná jednolodní stavba s pravoúhle uzavřeným presbytářem má dvě hranolové věže v nárožních ústupcích po stranách. Věže završují nízké jehlanovité střechy. Okna jsou pravoúhlá a v nejvyšším patře polokruhová. Trojdílné patrové průčelí je členěné mezipatrovou římsou, členěnými pilastry a dvěma pásy zaklenutých oken. Štít s volutami završuje nízký fronton, nad kterým byl roku 1992 znovu vztyčen kříž. portál završuje segmentový rozeklaný nástavec a nika se sochami světců.
V bočních polích jsou umístěny sochy sv. Václava a sv. Ludmily, které byly roku 1722 zhotoveny na náklad císařského rychtáře Ignáce Arnolda z Dobroslavy a jeho manželky. V dolním patře se poté nachází sochy sv. Vojtěcha a řádových světců sv. Dominika a sv. Tomáše, které byly osazeny později. V závěru presbytáře se nachází zazděné okno se segmentovou nadokenní římsou a dvojice postranních nik se štítovými římsami. Presbytář a loď jsou sklenuty plackou a mají zazděnou kruchtu.